# Jean-Bédel Bokassa Jr
Jean-Bédel Georges Bokassa, Jr ou Jean-Bédel Bokassa II (2 de novembro de 1973) é filho de Jean-Bédel Bokassa, chefe de Estado da República Centro-Africana e seu estado sucessor, o Império Centro-Africano, e sua sexta esposa Catherine Denguiadé, que se tornou Imperatriz depois da ascensão ao trono por Bokassa. Na sequência da decisão de seu pai de se tornar "Imperador", Jean-Bédel foi nomeado, com a idade de quatro anos, como herdeiro aparente com o título de príncipe herdeiro (prince héritier de Centrafrique). Ele foi escolhido apesar de ter vários irmãos mais velhos e meio-irmãos. O filho mais velho de Bokassa I com outra esposa, Georges, era ministro do gabinete, porém Bokassa o considerava fraco.
Jean-Bédel foi incluído na coroação pródiga de Bokassa I de 4 de dezembro de 1977, que o Papa Paulo VI se recusou a participar. 